# 2016-os szerbiai parlamenti választás

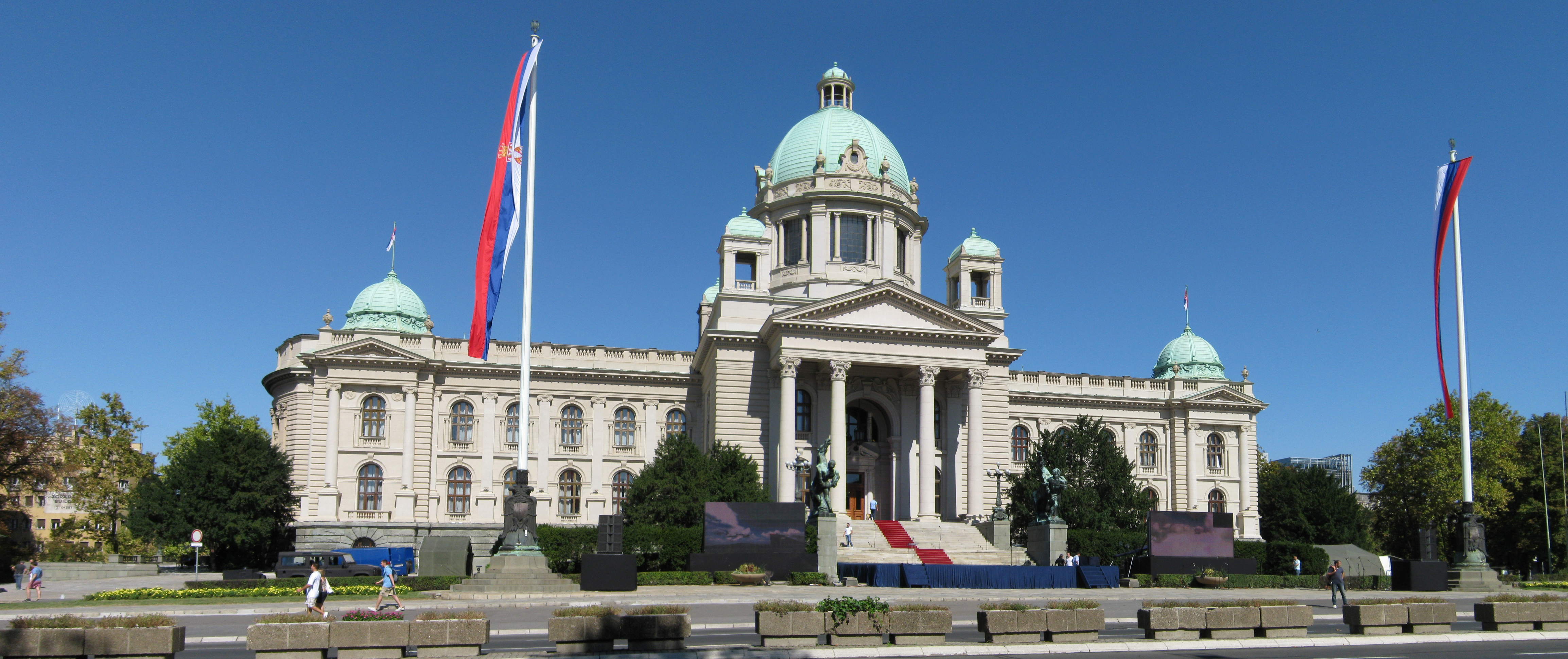
A szerbiai parlament épülete Belgrádban

2016. április 24-én előrehozott parlamenti választást tartottak Szerbiában. A többpártrendszer 1990-es szerbiai bevezetése óta ez volt a 11. parlamenti választás az országban.
Ugyanazon a napon helyi önkormányzati és a Vajdaságban tartományi parlamenti választást is rendeztek.

## Előzmények
A Vucsics-kormány kezdeményezése 2016. március 4-én Tomiszlav Nikolics szerb államfő a parlament feloszlatásáról és előrehozott választás kiírásáról döntött. Alekszandar Vucsics kormányfő így kívánja a kormány viszonylagos népszerűségét és az ellenzék gyengeségét kihasználni hatalma meghosszabbítására. A kormányfő szerint Szerbia európai uniós csatlakozási folyamatának végigviteléhez van szüksége egy új és erős felhatalmazásra.
A választásra 6 737 808 fő jogosult, közülük kb. 207.000 fő valamelyik kisebbséghez tartozik.

## Választási rendszer
A parlament 250 tagú. A listaállításhoz 10.000 támogatói aláírás összegyűjtésére van szükség 2016. április 8-ig. A választás egyfordulós, arányos, az egész ország egy körzetnek számít. A bejutási küszöb 5%. A mandátumokat D'Hondt-módszerrel osztják el. A kisebbségek listáira az ún. természetes bejutási küszöb vonatkozik, azaz az egy nem kisebbségi mandátumhoz szükséges szavazatszám. A választás előtt kétnapos kampánycsend van.

## Induló pártok, pártkoalíciók és szervezetek
| #   | Lista neve és támogatói | Listavezető            | Típus |
| --- | --- | ---------------------- | ----- |
| 1.  | Alekszandar Vucsics – Szerbia győz Szerb Haladó Párt (SNS), Szerbiai Szociáldemokrata Párt (SDPS), Szerbiai Egyesült Nyugdíjasok Pártja (PUPS), Új Szerbia (NS), Szocialisták Mozgalma, Szerb Megújhodási Mozgalom (SPO), Szerb Néppárt (SNP), Szerbia Ereje Mozgalom, Független Szerbiai Demokrata Párt | Alekszandar Vucsics    |       |
| 2.  | Az Igazságos Szerbiáért – Demokrata Párt Demokrata Párt (DS), Új Párt (Nova), Mozgalom Krajináért, Együtt Sumadiáért, Együtt Szerbiáért, Vajdasági Horvátok Demokratikus Szövetsége (DSHV) | Bojan Pajtics          |       |
| 3.  | Ivica Dacsics – Szerbiai Szocialista Párt – Egységes Szerbia – Dragan Markovics Palma Szerbiai Szocialista Párt (SPS), Egységes Szerbia (JS) | Ivica Dacsics          |       |
| 4.  | Dr. Vojiszlav Seselj — Szerb Radikális Párt Szerb Radikális Párt (SRS) | Vojiszlav Seselj       |       |
| 5.  | Oltárajtó Mozgalom – Szerbiai Demokrata Párt – Szanda Raskovics Ivics – Bosko Obradovics Oltárajtó Mozgalom (Dveri), Szerbiai Demokrata Párt (DSS) | Szanda Raskovics Ivics |       |
| 6.  | Vajdasági Magyar Szövetség – Pásztor István Vajdasági Magyar Szövetség (VMSZ), Vajdasági Magyar Demokrata Párt (VMDK), Magyar Egység Párt (MEP) | Pásztor István         | K     |
| 7.  | Borisz Tadics, Csedomir Jovanovics – Szövetség a Jobb Szerbiáért – Liberális Demokrata Párt, Vajdasági Szociáldemokrata Liga, Szociáldemokrata Párt Liberális Demokrata Párt (LDP), Szociáldemokrata Párt (SDS), Vajdasági Szociáldemokrata Liga (LSV)                                                   | Nenad Csanak           |       |
| 8.  | Muamer Zukorlics – Szandzsáki Bosnyákok Demokratikus Közössége Bosnyákok Demokratikus Közössége | Muamer Zukorlics       | K     |
| 9.  | Szandzsáki DAP – Dr. Szulejman Ugljanin Szandzsáki Demokratikus Akciópárt (SDA) | Szulejman Ugljanin     | K     |
| 10. | A Szabad Szerbiáért – Eskütevők – Milica Gyurgyevics Szerbiai Eskütartók Pártja | Bozsidar Zecsevics     |       |
| 11. | Szerbia Újjászületéséért civilszervezet – Prof. Dr. Szlobodan Komazec | Jovan Deretics         |       |
| 12. | Orosz Párt – Szlobodan Nikolics Orosz Párt | Szlobodan Nikolics     | K     |
| 13. | Republikánus Párt – Nikola Szandulovics Republikánus Párt | Nikola Szandulovics    | K     |
| 14. | Szerb–Orosz Mozgalom Keleti Alternatíva, Szerb Liga, Szerb Haza Front, Veterán Mozgalom, Magyar Liga | Dragan Todorovics      | K     |
| 15. | Borko Sztefanovics – Szerbia Mindannyiunké Szerbiai Baloldal Mozgalom, Mozgalom a Visszafordulásért, Szociáldemokrata Unió (SDU), Új Szerbiai Nyugdíjas Szövetség | Borko Sztefanovics     |       |
| 16. | Párbeszéd – Állásponttal rendelkező fiatalok – Sztanko Debeljakovics | Sztanko Debeljakovics  |       |
| 17. | Elég Volt – Szasa Radulovics Elég Volt (DJB) | Szasa Radulovics       |       |
| 18. | Demokratikus Cselekvés Pártja – Ardita Sinani Demokratikus Cselekvés Pártja | Fatmir Haszani         | K     |
| 19. | Zöld Párt | Goran Csabradi         | K     |
| 20. | Dacból – Egység Szerbiáért – Nemzetgyűlés Harmadik Szerbia, Nemzeti Hálózat | Vladan Glisics         |       |

K: nemzeti kisebbségi lista.
A Köztársasági Választási Bizottság (RIK) elutasította az „Egységes Orosz Párt” és a „Magyar mozgalom – hogy változtassunk! – VMDK” jelöltlistát, mert az aláíróívek egy évek óta nem használt pecséttel voltak hitelesítésül lepecsételve. A Republikánus Párt listája esetében az aláírások hamisításának gyanúja merült fel, de azt mégis jóváhagyták, mert egy esetleges fellebbezés esetén az egész választási procedúra késedelmet szenvedett volna. Elutasították a cigány pártok koalíciójának és a Szerbiai Bunyevácok Pártja listáit is a kevés aláírás miatt.

## Kampány
Két kisebb magyar párt megegyezett a Vajdasági Magyar Szövetséggel, hogy közösen indulnak.
A médiákban legtöbbször Vucsics miniszterelnök jelent meg, szinte mindig pozitív kontextusban.

## Közvélemény-kutatások
Az egyes listák támogatottsága a biztos listaválasztók között és a részvételüket biztosra ígérők aránya százalékban:
| Dátum               | Cég         | Listák (főbb pártok) | Listák (főbb pártok) | Listák (főbb pártok) | Listák (főbb pártok) | Listák (főbb pártok) | Listák (főbb pártok) | Listák (főbb pártok) | Biztos résztvevők |
| Dátum               | Cég         | 1. (SNS)             | 3. (SPS-JS)          | 4. (SRS)             | 2. (DS)              | 5. (Dveri-DSS)       | 7. (LDP-SDS-LSV)     | 18. (DJB)            | Biztos résztvevők |
| ------------------- | ----------- | -------------------- | -------------------- | -------------------- | -------------------- | -------------------- | -------------------- | -------------------- | ----------------- |
| Dátum               | Cég         |                      |                      |                      |                      |                      |                      |                      | Biztos résztvevők |
| 2016. április 3–10. | Faktor Plus | 50,9                 | 12,3                 | 7,8                  | 5,7                  | 5,1                  | 5                    | 4,5                  | 55                |
| 2016. április 7–14. | Beta        | 44,8                 | 12,7                 | 9,8                  | 7,5                  | 6,4                  | 6,9                  | 4,2                  | 60                |

## Eredmények
| |                                                         | Száma                       | Aránya (%)       |            |            |                                       |
| --- | ------------------------------------------------------- | --------------------------- | ---------------- | ---------- | ---------- | ------------------------------------- |
| Választásra jogosultak | Választásra jogosultak                                  | 6 739 441                   | 100              |            |            |                                       |
| Leadott szavazatok - ebből érvényes - ebből érvénytelen                                                                                             | Leadott szavazatok - ebből érvényes - ebből érvénytelen | 3 775 821 3 667 915 107 906 | 56,03 97,14 2,86 |            |            |                                       |
| Lista neve | Típus                                                   | Szavazatok                  | Szavazatok       | Mandátumok | Mandátumok | Mandátumok                            |
| Lista neve | Típus                                                   | száma                       | aránya (%)       | száma      | aránya (%) | változás az előző választáshoz képest |
| Alekszandar Vucsics – Szerbia győz |                                                         | 1 823 147                   | 49,71            | 131        | 52,4       | –27                                   |
| Ivica Dacsics – Szerbiai Szocialista Párt – Egységes Szerbia – Dragan Markovics Palma                                                               |                                                         | 413 770                     | 11,28            | 29         | 11,6       | –15                                   |
| Dr. Vojiszlav Seselj — Szerb Radikális Párt |                                                         | 306 052                     | 8,34             | 22         | 8,8        | +22                                   |
| Elég Volt – Szasa Radulovics |                                                         | 227 626                     | 6,21             | 16         | 6,4        | +16                                   |
| Az Igazságos Szerbiáért – Demokrata Párt |                                                         | 227 589                     | 6,20             | 16         | 6,4        | –2                                    |
| Oltárajtó Mozgalom (Dveri) – Szerbiai Demokrata Párt – Szanda Raskovics Ivics – Bosko Obradovics                                                    |                                                         | 190 530                     | 5,19             | 13         | 5,2        | +13                                   |
| Borisz Tadics, Csedomir Jovanovics – Szövetség a Jobb Szerbiáért – Liberális Demokrata Párt, Vajdasági Szociáldemokrata Liga, Szociáldemokrata Párt |                                                         | 189 564                     | 5,17             | 13         | 5,2        | +13                                   |
| Vajdasági Magyar Szövetség – Pásztor István | K                                                       | 56 620                      | 1,54             | 4          | 1,6        | –2                                    |
| Borko Stefanovics – Szerbia Mindannyiunké |                                                         | 35 710                      | 0,97             | –          | –          | –                                     |
| Muamer Zukorlics – Szandzsáki Bosnyákok Demokratikus Közössége                                                                                      | K                                                       | 32 526                      | 0,89             | 2          | 0,8        | +2                                    |
| Szandzsáki DAP – Dr. Szulejman Ugljanin | K                                                       | 30 092                      | 0,82             | 2          | 0,8        | –1                                    |
| A Szabad Szerbiáért – Eskütevők – Milica Gyurgyevics                                                                                                |                                                         | 27 690                      | 0,75             | –          | –          | –                                     |
| Zöld Párt | K                                                       | 23 890                      | 0,65             | 1          | 0,4        | +1                                    |
| Dacból – Egység Szerbiáért – Nemzetgyűlés |                                                         | 17 528                      | 0,48             | –          | –          | –                                     |
| Demokratikus Cselekvés Pártja – Ardita Sinani | K                                                       | 16 262                      | 0,44             | 1          | 0,4        | –1                                    |
| Orosz Párt – Szlobodan Nikolics | K                                                       | 13 777                      | 0,38             | –          | –          | –                                     |
| Szerbia Újjászületéséért civilszervezet – Prof. Dr. Szlobodan Komazec                                                                               |                                                         | 13 260                      | 0,36             | –          | –          | –                                     |
| Szerb–Orosz Mozgalom | K                                                       | 10 016                      | 0,27             | –          | –          | –                                     |
| Párbeszéd – Állásponttal rendelkező fiatalok – Sztanko Debeljakovics                                                                                |                                                         | 7744                        | 0,21             | –          | –          | –                                     |
| Republikánus Párt – Nikola Szandulovics | K                                                       | 4522                        | 0,12             | –          | –          | –                                     |
| Összesen | Összesen                                                | 3 667 915                   | 100              | 250        | 100        | 0                                     |

## Politikai következmények
A Szerb Haladó Párt fölényesen megnyerte a választást, de csak az előző választás eredményét tudta megismételni, mandátumait tekintve pedig a sok bejutó kis párt miatt visszaesett. Sok új vagy addig parlamenten kívüli párt jutott be a törvényhozásba, köztük két szélsőjobboldali. A Vajdasági Magyar Szövetség támogatottsága 25%-kal csökkent. Alekszandar Vucsics maradt a miniszterelnök.

## Érdekességek
- 2016 elején 108 párt volt bejegyezve Szerbiában.[18]
- A választási eljárásban túlságosan szűk határidőket állapítottak meg. Még a bíróság tárgyalta a MM-VMDK koalíció fellebbezését, amikor a szavazólapok már ki lettek nyomtatva.[19]
- 2016. május 4-én Belgrád, Jagodina, Karlóca, Kladovo, Nis, Topolya, Uzsice  és Vranje településeken, összesen 15 választóhelyen különféle szabálytalanságok miatt meg kellett ismételni a szavazást.[20]

## Külső hivatkozások
- Köztársasági Választási Bizottság (szerbül és angolul)
- Az egyes listák jelöltjei (szerbül)
- Szerbiai választások 2016 – Vajdaság.eu
- Szerbia: várhatóan ismét a Szerb Haladó Párt alakíthat kormányt – Kitekintő.hu, 2016. április 21.
- Ki van kövezve Vucsics újraválasztásának útja – Magyar Idők, 2016. április 22.
- Kétharmadközeli győzelmet várnak Szerbiában – Index, 2016. április 24.